# A párbaj (film, 2016)
A párbaj (eredeti cím: The Duel) 2016-ban bemutatott amerikai westernfilm, amelyet Matt Cook forgatókönyvéből Kieran Darcy-Smith rendezett. A főszerepekben Woody Harrelson, Liam Hemsworth, Alice Braga, Emory Cohen, Felicity Price, José Zúñiga és William Sadler láthatóak.
Az Amerikai Egyesült Államokban 2016. június 14-én került a mozikba a Lionsgate Premiere forgalmazásában. Magyarországon az HBO mutatta be.

## Szereplők
| Szereplő | Színész           | Magyar hang        |
| --- | ----------------- | ------------------ |
| Abraham | Woody Harrelson   | Kőszegi Ákos       |
| David Kingston | Liam Hemsworth    | Papp Dániel        |
| Marisol | Alice Braga       | Bogdányi Titanilla |
| Isaac | Emory Cohen       | Hamvas Dániel      |
| Naomi | Felicity Price    | Németh Kriszta     |
| Calderon tábornok | José Zúñiga       | Mikula Sándor      |
| Ross kormányzó | William Sadler    | Rosta Sándor       |
| Dr. Morris | Raphael Sbarge    | Holl Nándor        |
| George | Benedict Samuel   | Szabó Máté         |
| William | Jason Carter      | Bácskai János      |
| John | Giles Matthey     | Kisfalusi Lehel    |
| Monte | Christopher Baker | Vári Attila        |
| Dale | Christopher Berry | Sarádi Zsolt       |
| Hoot | David Born        | Törköly Levente    |
| Silas | Lawrence Turner   | Harmath Imre       |
| Saul | John McConnell    | Kajtár Róbert      |
| Jesse Kingston | Jimmy Lee, Jr.    | Németh Gábor       |
| Philomena | Kerry Cahill      | Törtei Tünde       |
| Harland | Marlin Richardson | Csuha Lajos        |
| További magyar hangok |                   |                    |
| Bárány Virág, Bordás János, Dóka Andrea, Élő Balázs, Keresztény Tamás, Martin Adél, Suhajda Dániel, Téglás Judit, Trencsényi Ádám |                   |                    |